# Pterodontinae
De Pterodontinae zijn een onderfamilie van uitgestorven roofzoogdieren uit de familie Hyaenodontidae van de orde Creodonta. De soorten uit deze familie behoorden tot de belangrijkste roofdieren van het Paleogeen. Naamgever van de onderfamilie is het zeer succesvolle geslacht Pterodon. Ook Megistotherium, die wordt gezien als een van de grootste landroofzoogdieren ooit, behoort tot deze onderfamilie.

## Indeling
- Onderfamilie Pterodontinae
  - Hemipsalodon
  - Hyainailouros
  - Megistotherium
  - Pterodon
  - Sivapterodon